# Plagiopria passerai
Plagiopria passerai is een vliesvleugelig insect uit de familie van de Diapriidae. De wetenschappelijke naam van de soort is voor het eerst geldig gepubliceerd in 1983 door Huggert & Masner.